# Międzygórze (Petite-Pologne)
Pour l’article homonyme, voir Międzygórze (Basse-Silésie).
Międzygórze est une localité polonaise de la gmina de Bolesław, située dans le powiat d'Olkusz en voïvodie de Petite-Pologne.